# 세이조가쿠엔마에역
세이조가쿠엔마에역(일본어: 成城学園前駅→세이조학원앞역)은 일본 도쿄도 세타가야구에 위치한 오다큐 전철 오다와라선의 역이다. 역 번호는 OH 14이다.

## 역 구조
섬식 승강장 2면 4선이 지하(실제로는 수로), 역사가 지상에 있는 지하역이다. 2013년 3월 23일에 히가시키타자와, 시모키타자와, 세타가야다이타의 세 역이 지하화되기까지는, 오다큐 전철의 중간역에서 유일한 지하역이기도 했다. 복복선 구간의 거의 중간에 위치하고 있으며 역에서는 종일 완급 접속이 실시되고 있다.
기누타 지역을 대표하는 역으로 기타미역 방향에 차량기지(기타미 검차구)가 있어 당역 출입고선이 이어진다. 그래서 당역 시발과 종점역으로 하는 열차가 있다.

### 타는 곳
| 번선 | 노선       | 방향 | 궤도   | 방면                                                                |
| ---- | ---------- | ---- | ------ | ------------------------------------------------------------------- |
| 1    | 오다와라선 | 하행 | 완행선 | 오다와라 · 하코네유모토 · 후지사와 · 가타세에노시마 · 가라키다 방면 |
| 2    | 오다와라선 | 하행 | 급행선 | 오다와라 · 하코네유모토 · 후지사와 · 가타세에노시마 · 가라키다 방면 |
| 3    | 오다와라선 | 상행 | 급행선 | 신주쿠 · 지요다선 · 조반 완행선 방면                                |
| 4    | 오다와라선 | 상행 | 완행선 | 신주쿠 · 지요다선 · 조반 완행선 방면                                |

※하행의 우메가오카 ~ 노보리토역 구간은 상행의 무코가오카유엔 ~ 우메가오카역 구간의 급행선 및 완행선을 원칙으로서 이하의 거리를 구분하여 사용하고 있다.

## 역 주변
당역 주변, 특히 북쪽 출입구로 나가면 세이조 5, 6초메 주위로는 고급 주택가가 확산되어 있다.
평일과 토요일 아침에는 주변의 학교로 통학하는 학생이나 생도들과 통근자로 혼잡이 극심하다.
역 빌딩의 세이조 코르티는 2006년 9월 29일에 영업을 시작했다.

### 주오구치
- 세이조 코르티
  - Odakyu OX 세이조점
- 오다큐 레스토랑 시스템 포레스티 카페 세이조점

### 북쪽
- 세이조가쿠엔마에 우체국
- 세이조 우체국
  - 유초 은행 세이조점
- 학교법인 세이조학원
  - 세이조가쿠엔 유치원
  - 세이조가쿠엔 초등학교
  - 세이조가쿠엔 중·고등학교
  - 세이조 대학
- 세타가야구청 기누타 종합 지소·세이조 출장소
- 세타가야구립 기누타 도서관
- 미쓰비시도쿄UFJ은행 세이조 지점·세이조가쿠엔마에 지점
- 세이조 테니스 아카데미
- 도쿄도립 종합 공과 고등학교

### 남쪽
- 경시청 세이조 경찰서 세이조가쿠엔마에역앞 파출소
- 도쿄 소방청 제3소방 방면 본부 세이조 소방서
- 세타가야 세이조니 우편국
- 도쿄 도시대학 부속 중·고등학교
- 도쿄 도시대학 부속 초등학교
- 세타가야구립 기누타 중학교
- 세타가야구립 지다유보리 공원
- 미쓰이스미토모 은행 세이조 지점
- 다이와 증권 세이조 지점
- 마쓰모토기요시 세이조가쿠엔점
- 과학기술학원 고등학교
- 도호 스튜디오
- 묘호지(오쿠라 대불)

### 서쪽
- 후지미바시
- 미즈호 은행 세이조 지점
- 미즈호 증권 세이조 지점
- 노무라 증권 세이조 지점

## 역사
- 1927년 4월 1일: 영업 개시.
- 1937년 9월 1일: 가타세에노시마역 행 "직통" 정차역이 됨(오다와라 방향의 "직통"은 통과).
- 1946년 10월 1일: 준급이 설정되어 정차역이 됨.
- 1948년
  - 8월 19일: 도호 쟁의로 인한, 경시청의 지시에 의한 한시적으로 당역의 승하차 취급을 보류시킴.
  - 9월: "사쿠라준급"이 설정되어 정차역이 됨.
- 1960년 3월 25일: 통근준급이 설정되어 정차역이 됨과 동시에 아침 러시아워 상행 열차 출퇴근 급행에 한하여 정차역이 됨.
- 1964년 11월 5일: 쾌속준급이 설정되어 정차역이 됨.
- 1971년 4월: 급행 정차역이 됨과 동시에 통근급행 폐지.
- 2002년 3월 23일: 다마급행과 쇼난급행이 설정되어 정차역이 됨.
- 2004년 12월 11일: 구간준급이 설정되어 정차역이 됨.
- 2008년 3월 15일: 특급 로망스카 "메트로 홈웨이"와 "메트로 사가미", "베이 리조트"가 설정되어, 정차역이 됨.
- 2012년 3월 17일: 특급 로망스카 "메트로 하코네"의 전 열차가 정차하게 됨.
- 2016년 3월 26일: 도쿄 메트로 지요다선 경유 열차가 오다큐에 출입하지 못한 JR 동일본 조반선 각역정차 차량이 들어가게 되면서 정차 개시. 구간준급이 폐지됨.

## 사진

역 배선도
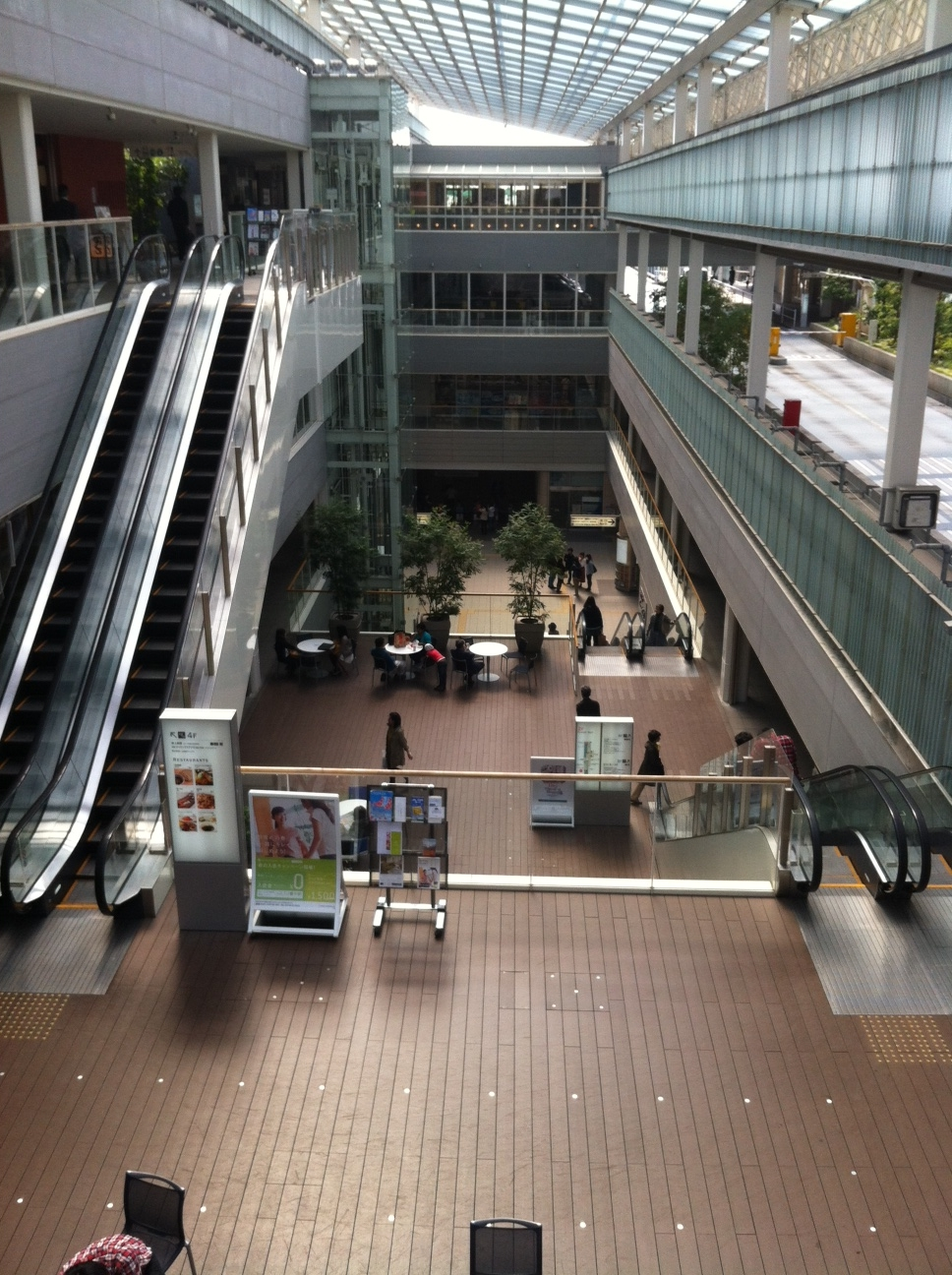
대합실
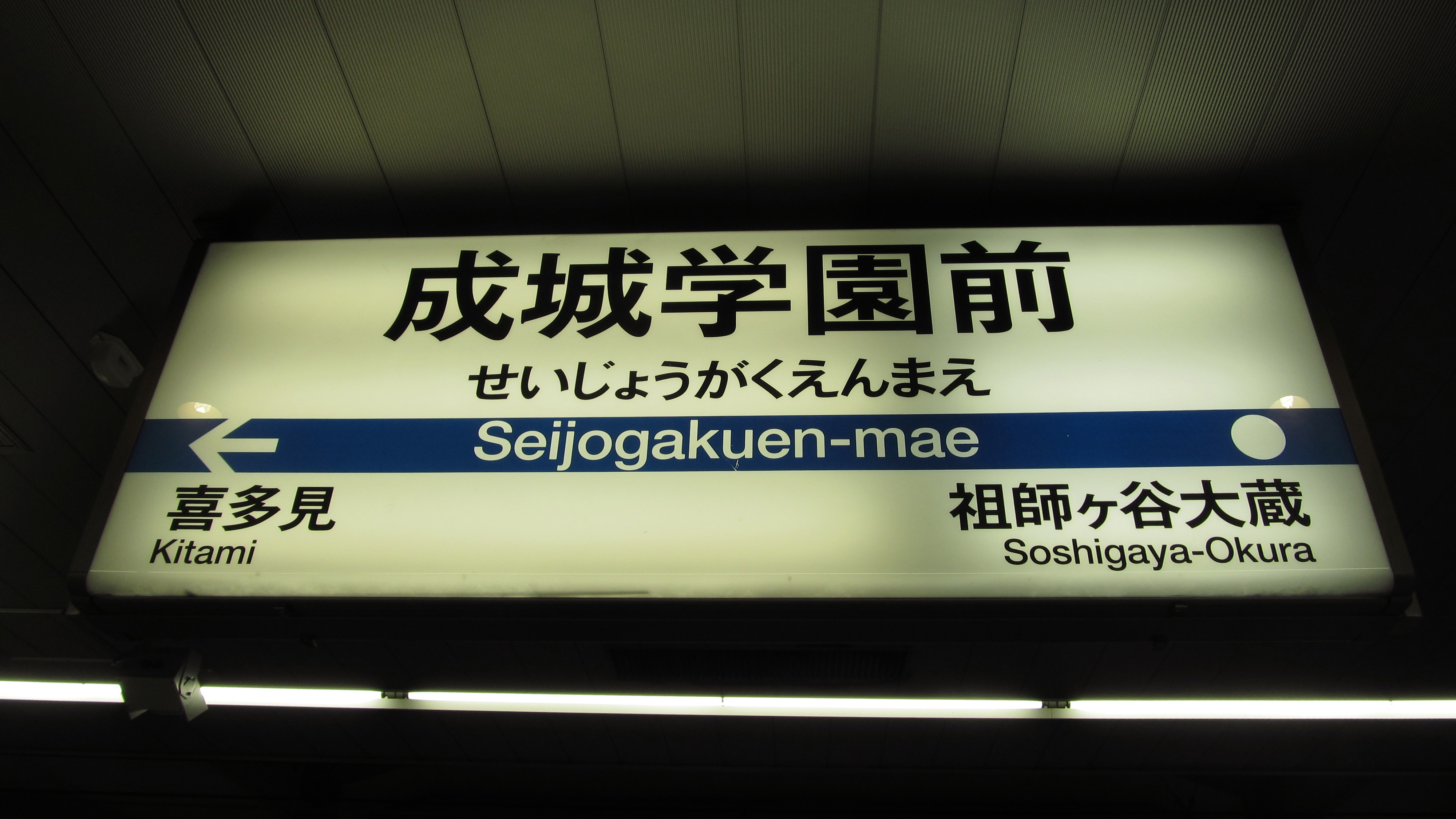
역명판

## 인접역
| 오다큐 전철 오다와라 선                   | 오다큐 전철 오다와라 선 | 오다큐 전철 오다와라 선                 |
| ----------------------------------------- | ----------------------- | --------------------------------------- |
| (무정차통과)                              | ■ 쾌속급행              | (무정차통과)                            |
| OH 07 시모키타자와 신주쿠 방면            | □ 통급급행              | 무코가오카유엔 OH 19 (하행 열차 없음)   |
| OH 07 시모키타자와 (상행 열차 없음)       | ■ 급행(일부 하행 열차)  | 노보리토 OH 18 후지사와 · 오다와라 방면 |
| OH 11 교도 신주쿠 · 아야세 방면           | ■ 급행                  | 노보리토 OH 18 후지사와 · 오다와라 방면 |
| OH 11 교도 아야세 방면                    | □ 통근준급              | 노보리토 OH 18 (하행 열차 없음)         |
| OH 11 교도 아야세 방면                    | ■ 준급                  | 고마에 OH 16 오다와라 방면              |
| OH 13 소시가야오쿠라 신주쿠 · 아야세 방면 | ■ 각역정차              | 기타미 OH 15 후지사와 · 오다와라 방면   |